# Espace (X-Files)
Espace (Space) est le 9e épisode de la saison 1 de la série télévisée X-Files. Dans cet épisode, Mulder et Scully sont approchés par Michelle Generoo, une responsable des communications au centre de contrôle de mission de la NASA, qui suspecte une tentative de sabotage du lancement d'une navette spatiale.
L'épisode a obtenu des critiques plutôt négatives.

## Résumé
L'épisode débute par le reportage d'un journal télévisé de 1977 rapportant les photographies de Mars prise par le programme Viking, ces photos mettent en évidence la présence d'eau sur Mars. Une autre photo montre également une forme ressemblant à un visage humain à la surface de la planète.
Interviewé au sujet de ce visage, le lieutenant colonel Marcus Aurelius Belt (Ed Lauter), dément toute possibilité de présence d'une civilisation extraterrestre et évoque une simple anomalie géologique couplée à un jeu de lumière et d'ombres. Plus tard, dans son lit, Belt est pris de cauchemars ressemblant à des flashbacks d'une rencontre avec un visage sans corps lors d'une sortie extra véhiculaire dans l'espace.
A Cape Canaveral en Floride, à la NASA, Belt dirige le lancement d'une navette spatiale. Cependant le lancement doit être annulé à quelques secondes de la fin du compte à rebours à cause d'un problème technique.
Mulder et Scully sont ensuite approchés par Michelle Generoo, une responsable des communications au centre de contrôle de mission de la NASA, qui suspecte que la tentative de lancement ait été sabotée de l'intérieur.

## Distribution
- David Duchovny : Fox Mulder
- Gillian Anderson : Dana Scully
- Ed Lauter : Lieutenant Colonel Marcus Aurelius Belt
- Susanna Thompson : Michelle Generoo
- Tom McBeath : un scientifique
- Terry David Mulligan : le contrôleur
- Tyronne L'Hirondelle : un scientifique
- Norma Wick : le journaliste
- Alf Humphreys : le 2nd contrôleur
- David Cameron : le jeune scientifique
- French Tickner : le prêtre
- Paul Desroches : le médecin

## Production
Cet épisode a été conçu avec un budget réduit pour contrebalancer les épisodes précédents qui avaient excédé leur budget.
Cet épisode utilise un fameux cas de paréidolie, le "visage" autrefois reconnu dans le relief martien de Cydonia Mensae lorsque les télescopes n'étaient pas assez puissants pour en distinguer tous les détails.

## Accueil

### Audiences
Lors de sa première diffusion aux États-Unis, l'épisode réalise un score de 6,5 sur l'échelle de Nielsen, avec 11 % de parts de marché, et est regardé par 10,7 millions de téléspectateurs.

### Critique
L'épisode obtient des critiques plutôt négatives.
Le site Le Monde des Avengers lui donne la note de 4/4. Dans leur livre sur la série, Robert Shearman et Lars Pearson lui donnent la note de 3/5.
Keith Phipps, du site The A.V. Club, lui donne la note de D+. John Keegan, du site Critical Myth, lui donne la note de 1/10. Le magazine Entertainment Weekly lui donne la note de D-.